# Larme de Pélé

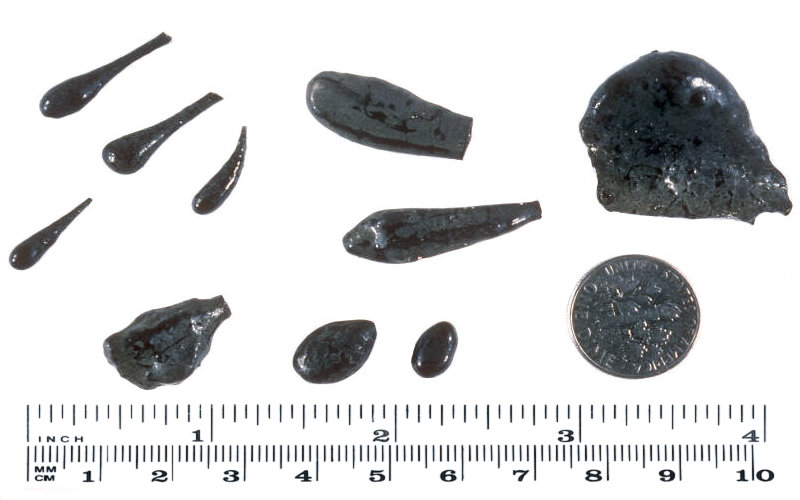
Larmes de Pélé ramassées sur le Kīlauea à Hawaï (la pièce de 10 c mesure 18 mm).

Les larmes de Pélé sont une roche volcanique comme les cheveux de Pélé. Ces larmes ont des formes de gouttes plus ou moins grosses.